# آنسویا ریثر
آنسویا ریثر (به انگلیسی: Ansuya Rathor)
(۱۹۷۶ در اوهای، کالیفرنیا) معروف به آنسویا رقصنده آمریکایی در سبک رقص عربی است. او عضوی از گروه رقص بلیدنس سوپرستارز نیز می‌باشد. آنسویا برای تخستین بار در سن ۴ سالگی در کنسرت سالیانهٔ مادرش جنینی روی صحنه ظاهر شد. او در سال ۱۹۸۹ به عنوان دختر نوجوان شایسته اُهای برگزیده شد. او هنگامی که رقصیدن را به صورت حرفه‌ای آغاز نمود به عنوان مانکن و هنرپیشه نیز فعال بود. او بعدا سنتا مونیکا را به عنوان محل اقامتش برگزید و در آنجا به عنوان استاد رقص، رقصنده، طراح رقص و کمدین مشغول به کار شد.
او تاکنون در چندین فیلم سینمایی، شو تلویزیونی، موزیک ویدئو و آگهی بازرگانی هم به عنوان رقصنده و هم به عنوان هنرپیشه ظاهر شده‌است. ویدئوهای آموزشی رقص او از پرفروشترین ویدئوهای آموزش رقص در بازار هستند.
او تاکنون سه بار جایزهٔ گلدن بلی را از آن خود کرده‌است و در سال ۲۰۰۱ هم جایزه بهترین رقصندهٔ کابارهٔ سال را از آکادمی بین‌المللی رقص خاورمیانه‌ای به دست آورده است. او هم‌اکنون در میامی زندگی می‌کند و در این شهر به کار تدریس و رقص مشغول است.